# زافيتنيي
زافيتنيي (بالروسية: Заветный) هي مدينة في مقاطعة كراسنودار كراي في روسيا. يبلغ عدد سكانها حوالي 4404 نسمة.